# 루슬란 튜멘바예프
루슬란 사마가노비치 튜멘바예프(키르기스어: Руслан Самаганович Түмөнбаев 튀묀바예프, 러시아어: Русла́н Самаганович Тюменба́ев, 1986년 5월 28일 ~ )는 키르기스스탄의 레슬링 선수이다. 베이징에서 열린 2008년 하계 올림픽에서 그레코로만형 -60kg급 동메달을 획득했다.